# Paxillosida
Paxillosida là một bộ sao biển trong lớp Asteroidea. Bộ này có 6 họ, tổng cộng có 255 loài.

## Các họ
Các phân tích gần đây cho thấy có thể có phân loại chị em của Asterina. Bộ này được chia thành các họ sau
- Astropectinidae
- Ctenodiscidae
- Goniopectinidae
- Luidiidae
- Porcellanasteridae
- Radiasteridae

## Hình ảnh

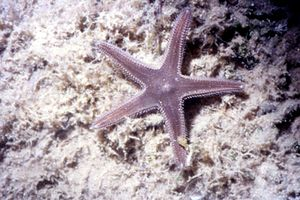
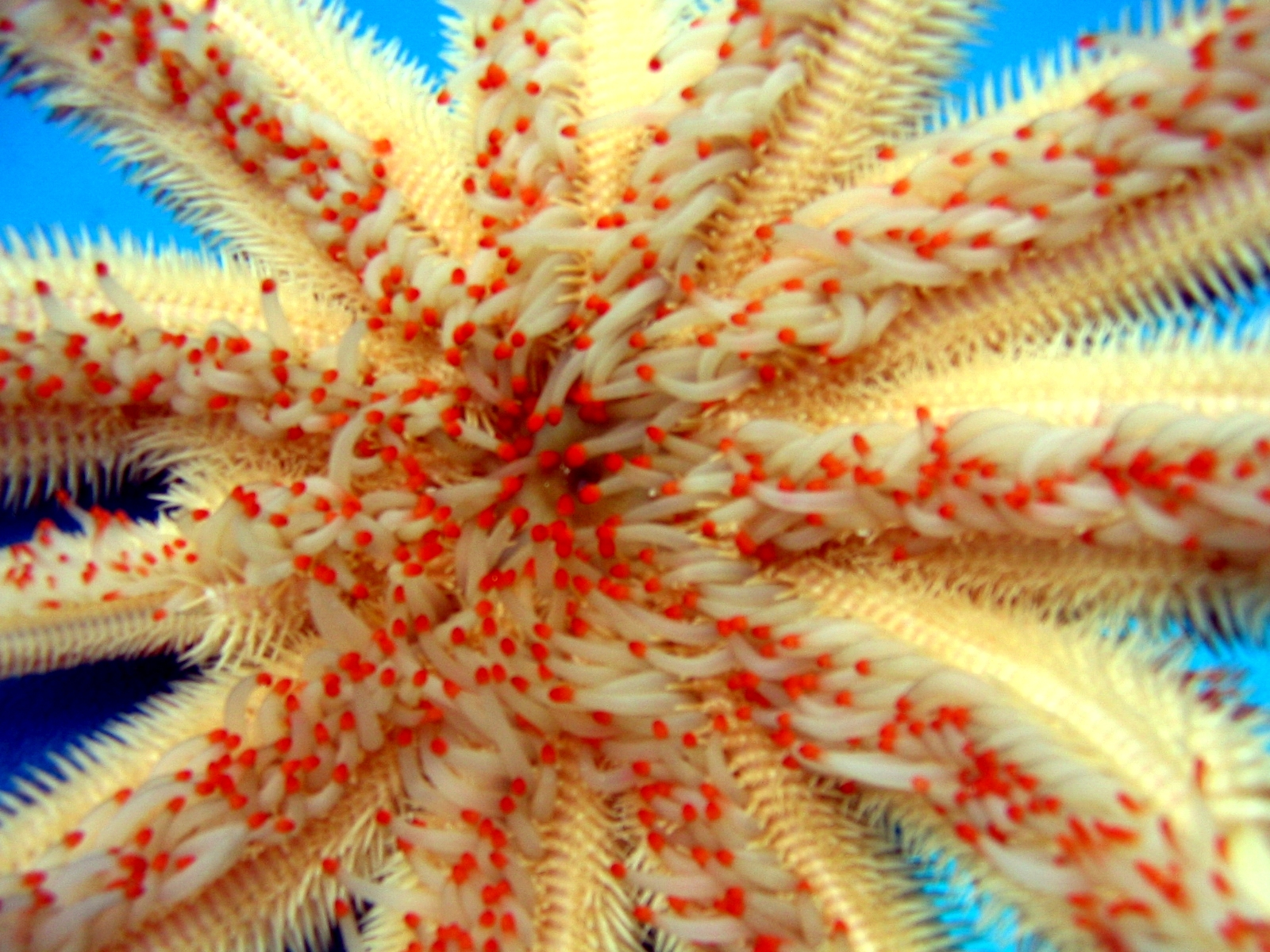
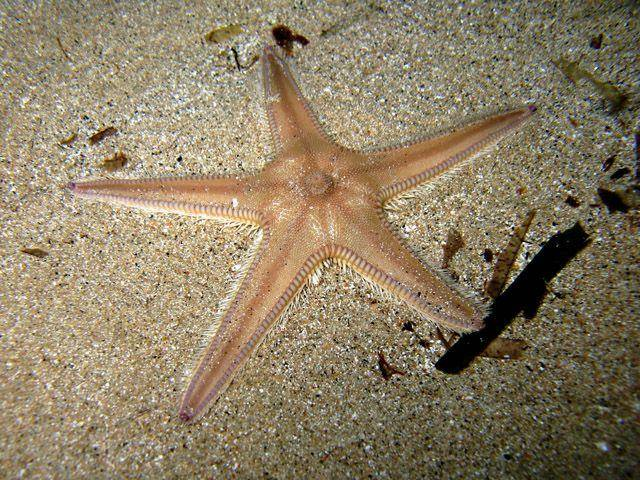